# Fred Brooks
Frederick Phillips Brooks, Jr., conegut com Fred Brooks   (Durham, 19 d'abril de 1931 - Chapel Hill, 17 de novembre de 2022) va ser un arquitecte informàtic, i enginyer de programari nord-americà, conegut per gestionar el desenvolupament de la família d'ordinadors d'IBM System/360 i el seu paquet de programari de suport, OS/360, i per haver escrit amb sinceritat sobre el procés en el seu influent llibre The Mythical Man-Month ("El mític home-mes"). Brooks va rebre nombrosos premis, que inclouen la Medalla Nacional de Tecnologia el 1985 i el Premi Turing el 1999.

## Educació
Nascut a Durham (Carolina del Nord), va estudiar a Duke University, graduant-se el 1953 amb una llicenciatura en Física, i es va doctorar en Matemàtica Aplicada (Informàtica) a Harvard el 1956, supervisat per Howard Aiken.

## Carrera i recerca
Brooks va començar a treballar a IBM el 1956, treballant a Poughkeepsie, Nova York i Yorktown, Nova York. Va treballar en l'arquitectura de l'IBM 7030 Stretch, un superordinador científic que valia 10 milions de dòlars, del qual se'n van vendre nou, i en l'IBM 7950 Harvest per a la National Security Agency. Després, el van fer director per al desenvolupament de la família d'ordinadors System/360 i el maquinari OS/360. Durant aquesta època, va crear el terme arquitectura informàtica.
Fou a The Mythical Man-Month que Brooks va fer l'afirmació famosa: "afegir personal a un projecte de programari que va amb retard fa que encara vagi més tard". Des de llavors, això es coneix com a Llei de Brooks. A més de The Mythical Man-Month, també és famós el seu article No Silver Bullet — Essence and Accident in Software Engineering.
El 1964, Brooks va acceptar una invitació per treballar a la Universitat de Carolina del Nord a Chapel Hill i fundar-hi el departament d'informàtica. Va ser-ne el president durant 20 anys. El 2013 encara hi participava activament en recerca, sobretot en entorns virtuals i visualització científica.
En una entrevista de 2010 a la revista Wired, li van preguntar a Brooks "què considerava que era el seu major assoliment tecnològic", i va respondre "la decisió més important que vaig prendre fou canviar la sèrie IBM 360 d'un byte de 6 bits a 8 bits, permetent així l'ús de lletres minúscules. Aquest canvi es va propagar a tot arreu".
El 1995 es va publicar una edició de "20è aniversari" de The Mythical Man-Month amb quatre capítols addicionals.
A més de The Mythical Man-Month Brooks va escriure o coescriure molts llibres i articles com Automatic Data Processing, No Silver Bullet, Computer Architecture, i The Design of Design.
Les seves contribucions a la interacció persona-ordinador es descriuen al web sobre pioners de l'HCI de Ben Shneiderman.

### Servei públic
Brooks va ser membre de nombroses juntes nacionals i comitès del govern dels Estats Units.
- Defense Science Board (1983–86)
- Membre, Artificial Intelligence Task Force (1983–84)
- President, Military Software Task Force (1985–87)
- Membre, Computers in Simulation and Training Task Force (1986–87)
- National Science Board (1987–1992)

### Premis i honors
En ordre cronològic:
- Fellow, Institute of Electrical and Electronics Engineers (1968)
- Premi McDowell per Contribucions Excel·lents a l'Art per Ordinador, IEEE Computer Group (1970)
- Computer Sciences Distinguished Information Services Award, Information Technology Professionals (1970)
- Guggenheim Fellowship per estudis sobre arquitectura informàtica i els factors humans dels sistemes informàtics, Cambridge University, Anglaterra (1975)
- Membre, Acadèmia Nacional d'Enginyeria (1976)
- Fellow, Acadèmia Americana de les Arts i les Ciències (1976)
- Premi Pioner de la Informàtica, IEEE Computer Society (1982)
- Medalla Nacional de Tecnologia i Innovació (1985)
- Thomas Jefferson Award, Universitat de Carolina del Nord a Chapel Hill (1986)
- Distinguished Service Award, Association for Computing Machinery (1987)
- Harry Goode Memorial Award, American Federation of Information Processing Societies (1989)
- Membre estranger, Acadèmia Reial Neerlandesa de les Arts i les Ciències (1991)[16]
- Doctor Honorari de Ciència Tècnica, Institut Federal Suís de Tecnologia, ETH Zurich (1991)
- Medalla John von Neumann, Institute of Electrical and Electronics Engineers (1993)
- Fellow (initial inductee), Association for Computing Machinery (1994)
- Distinguished Fellow, British Computer Society (1994)
- Membre estranger de la Royal Academy of Engineering, Regne Unit (1994)
- Premi Allen Newell, Association for Computing Machinery (1994)
- Bower Award and Prize in Science, Franklin Institute (1995)
- CyberEdge Journal Annual Sutherland Award (April 1997)
- Premi Turing, Association for Computing Machinery (1999)
- Membre, Acadèmia Nacional de Ciències dels Estats Units (2001)
- Va rebre el premi Fellow del Museu d'Història de la Informàtica, per les seves contribucions a l'arquitectura informàtica, els sistemes operatius i l'enginyeria de programari.[17] (2001)
- Premi Eckert-Mauchly, Association for Computing Machinery and The Institute of Electrical and Electronics Engineers–Computer Society (2004)
- IEEE Virtual Reality Career Award (2010)

El gener de 2005 va dictar la Conferència Turing sobre "Col·laboració and Telecol·laboració en Disseny".